# Hofkirchen im Mühlkreis
Hofkirchen im Mühlkreis je městys v rakouské spolkové zemi Horní Rakousy, v okrese Rohrbach.

## Obyvatelstvo
K 1. lednu 2014 zde žilo 1 476 obyvatel.